# A1a (Genève)
De A1a (Genève) is een van de vertakkingen van de A1 van Zwitserland in de buurt van Genève. De autosnelweg is 4 km lang en loopt van de A1 bij Perly naar het centrum van Genève. Het gedeelte tussen de A1 en afslag 3 La Praille is 2x2-strooks en het laatste deel is 2x1-strooks.